# La Mesa (Michoacán)
La Mesa es una localidad del estado mexicano de Michoacán. Es parte del municipio de Zitácuaro.

## Demografía
| Gráfica de evolución demográfica |
|                                  |

| Censo | Población |
| ----- | --------- |
| 1990  | 414       |
| 2000  | 922       |
| 2010  | 1284      |
| 2020  | 1545      |